# Zeno Braitenberg
Zeno von Braitenberg (Napoli, 5 dicembre 1964) è un giornalista, conduttore televisivo e saggista italiano.

## Biografia
Nato a Napoli nel 1964, Zeno Braitenberg è cresciuto a Tubinga, dove il padre, lo scienziato Valentino von Braitenberg, lavorava al Max-Planck-Institut. Dopo aver conseguito la maturità presso l'Uhland-Gymnasium della città tedesca e aver studiato legge a Würzburg ed Innsbruck, ha intrapreso la carriera di giornalista, prima presso la tv di stato austriaca ORF, poi, dal 1995 presso il RAI Sender Bozen, emittente in lingua tedesca della RAI Radiotelevisione italiana della provincia autonoma di Bolzano, dove ricopre il ruolo di caposervizio e conduttore del Tagesschau ("telegiornale").
Zeno Braitenberg ha scritto libri sulla storia, la cultura e la società altoatesina. La sua passione per musica, teatro e letteratura lo ha spinto anche ad affrontare la carriera teatrale (ha recitato presso il Vereinigte Bühnen Bozen) e soprattutto musicale: con alcuni amici di Merano (Umberto Carrescia, Gregor Marini, Hartwig Mumelter) ha fondato l'ensemble musicale Aluna Quartet, nella quale egli stesso è polistrumentista e vocalist, e che ha riscosso un grande successo nell'area linguistica tedesca.
Risiede a Merano presso la dimora di famiglia, Castel San Zeno. Ha tre figli, Emilia, Paul e Carl Laurenz.

## Opere
- (DE)  Südtirol, München: Bruckmann, 2001
- (DE)  Elsass, München: Bruckmann, 2002
- (DE)  Oman, Dubai, München: Bruckmann, 2004, ISBN 3-7654-3876-6
- (DE)  Südtiroler Charakterköpfe, Bozen: Ed. Raetia, 2006